# Stazione di Piazza Euclide
La stazione di Euclide è una fermata ferroviaria di Roma posta sulla linea Roma–Civita Castellana–Viterbo. Dal 1º luglio 2022 è gestita da ASTRAL. È l’unica fermata sotterranea dell'intera linea, poiché il vicino capolinea di Flaminio è una stazione di superficie coperta.
La denominazione è "Stazione Euclide", come riportato sulle insegne visibili dalla piazza; tuttavia l'impianto in passato è stato indicato sugli orari ferroviari come "Roma P. Euclide" o, in altra fonte, "p.za Euclide". La stazione serve il quartiere Parioli.

## Ubicazione
La fermata si trova nel tratto urbano di Roma, in piazza Euclide, nel quartiere Pinciano, al confine con il quartiere Parioli; vi si accede da uno dei palazzi situati sulla piazza, all'angolo con via Civinini, di fronte alla basilica del Sacro Cuore Immacolato di Maria. L'accesso alle banchine avviene tramite una prima rampa di scale che conduce al mezzanino, seguita da ulteriori due rampe che conducono alle due banchine laterali. Si tratta di una delle fermate della linea che registrano maggiore traffico, sorgendo in una zona abitata e con un'elevata presenza di uffici.

## Storia
Nel 1947 l'amministrazione comunale di Roma richiese la costruzione di una fermata sulla tratta sotterranea della ferrovia Roma-Civita Castellana-Viterbo, allora in corso di raddoppio. L'ubicazione prescelta fu quella di Piazza Euclide, che rappresentava un significativo nodo di traffico per i quartieri Flaminio e Parioli.
Il progetto fu approvato dal Consiglio Superiore dei Lavori Pubblici nel 1948, ma si dovette attendere fino al marzo 1952 per ottenere il decreto ministeriale di approvazione dello stesso. I lavori iniziarono dunque nel 1953 e la fermata fu attivata il 15 gennaio 1958. Il costo dell'opera risultò di circa 500 milioni di Lire.
Durante l'estate del 2009 rimase chiusa per i lavori di ristrutturazione e potenziamento che interessarono l'intera tratta urbana; durante i circa 70 giorni di interruzione furono rialzate le banchine per ottenere l'incarrozzamento a raso ed eliminate le barriere architettoniche con l'installazione di montascale e la creazione di percorsi guidati riservati a persone con ridotta capacità visiva. Si procedette inoltre al rinnovo del sistema antincendio e alla posa in opera di un nuovo impianto di illuminazione.

## Movimento
La stazione è servita dai collegamenti ferroviari svolti da Cotral nell'ambito del contratto di servizio con la regione Lazio.

## Dintorni
- Teatro Euclide
- Piazza Euclide
- Villa Glori
- Auditorium Parco della Musica
- Villaggio Olimpico
- Stadio Flaminio
- Palazzetto dello Sport
- Basilica del Sacro Cuore Immacolato di Maria
- Fonte di Anna Perenna

## Servizi
La stazione dispone di:
- Biglietteria a sportello
- Biglietteria automatica

## Interscambi
- Fermata autobus ATAC

## Galleria d'immagini

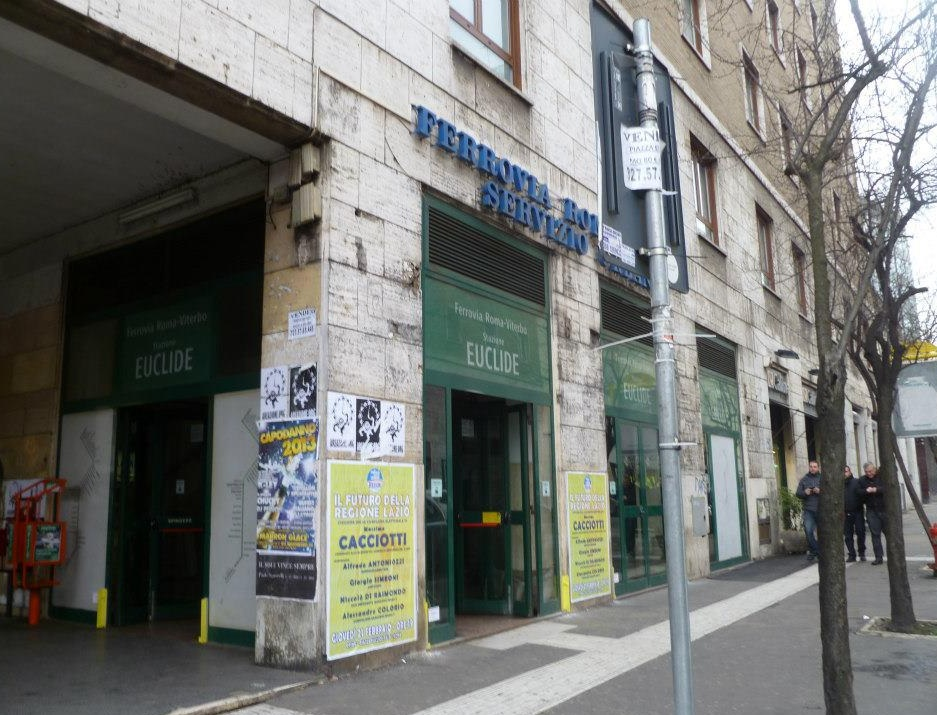
Facciata esterna della stazione
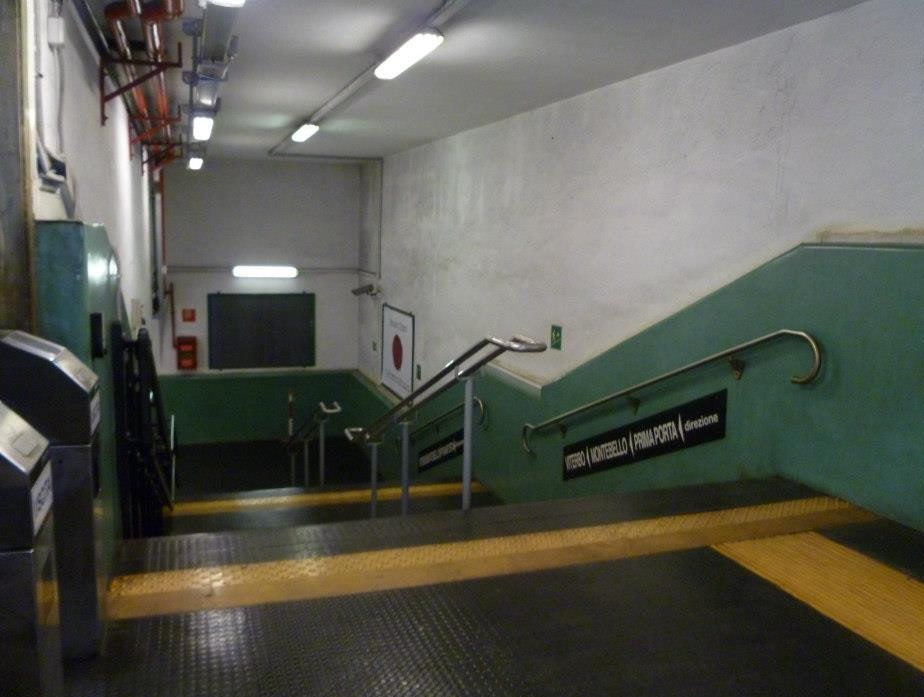
Scale di accesso alla banchina direzione Viterbo
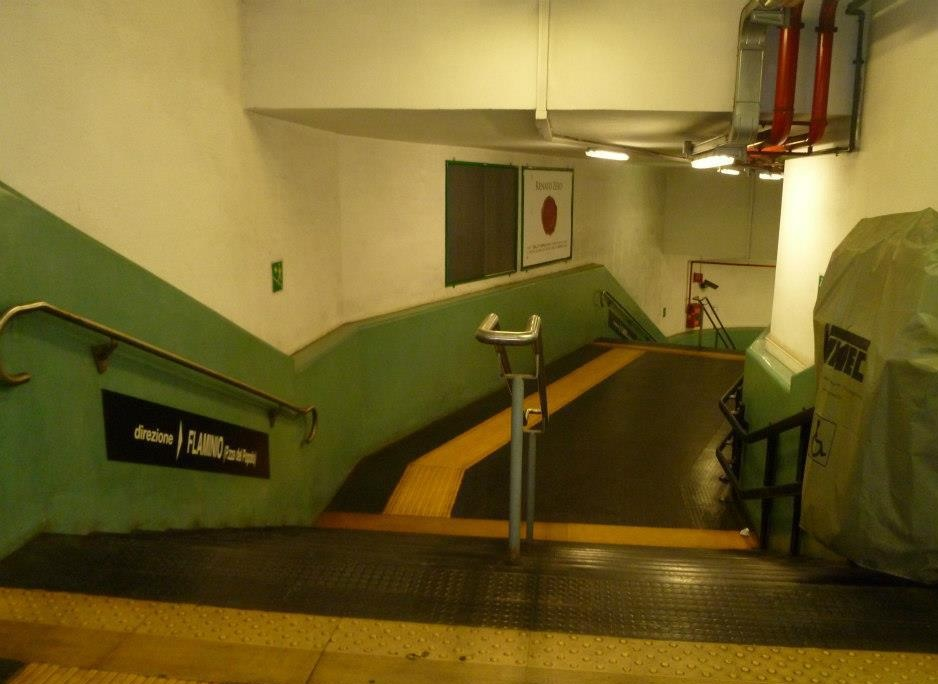
Scale di accesso alla banchina direzione Piazzale Flaminio